# Silices
Silices ist sehr hartes Gesteinsmaterial, das ähnlich wie Glas splittert. Es kann nur durch Schleifen bearbeitet werden und kann nicht durchbohrt werden. Der Begriff bezieht sich nicht auf die Gesteinsart, sondern auf dessen Eigenschaften. In der Steinzeit, bevor die Nutzung von Metallen als Werkstoff begann, war Silices der härteste verwendete Werkstoff. Die daraus gefertigten Geräte wurden durch Abschläge meist von Feuerstein gewonnen. Silices wurde für die Herstellung von Werkzeuge sowie von Hieb- und Stichwaffen verwendet und diente zum Funkenschlagen, um Feuer zu entzünden.
Mit dem Aufkommen der Metalle schwand die Bedeutung von Silices. Die letzte bedeutende Anwendung war in den Steinschlössern von Schusswaffen.